# Бонкув (Олесницький повіт)
Бонкув (пол. Bąków) — село в Польщі, у гміні Мендзибуж Олесницького повіту Нижньосілезького воєводства.
Населення — 70 осіб (2011).
У 1975-1998 роках село належало до Каліського воєводства.

## Демографія
Демографічна структура станом на 31 березня 2011 року:
|          | Загалом | Допрацездатний вік | Працездатний вік | Постпрацездатний вік |
| -------- | ------- | ------------------ | ---------------- | -------------------- |
| Чоловіки | 35      | 5                  | 28               | 2                    |
| Жінки    | 35      | 6                  | 17               | 12                   |
| Разом    | 70      | 11                 | 45               | 14                   |